# Hacklberg (powiat Kelheim)
Hacklberg – obszar wolny administracyjnie (gemeindefreies Gebiet) w Niemczech w kraju związkowym Bawaria, w rejencji Dolna Bawaria, w regionie Ratyzbona, w powiecie Kelheim. Teren jest niezamieszkany.  